# Vilagització
Vilagització (del francès i anglès villagisation) és el reassentament (generalment obligatori) de persones en pobles designats per autoritats governamentals o militars.

## Estratègia política
La vilagització pot ser utilitzada com una tàctica per part d'un govern o poder militar per facilitar el control sobre una població rural prèviament dispersa que es creu que conté elements deslleials o rebels. Entre els exemples podem trobar la deportació dels indis dels Estats Units a Territori Indi, l'Ordre general núm. 11 (1863) a la Guerra Civil dels Estats Units, el programa britànic New Village (Kampung baru en malai) per vèncer els rebels comunistes durant l'Emergència Malaia, l'estatunidenc "Programa Estratègic Hamlet" a la guerra de Vietnam i l'estratègia de "poblacions protegides" a Rhodèsia, Moçambic i Uganda en la lluita contra les insurreccions modernes.
El govern colonial britànic a Kenya va utilitzar un enfocament similar per exercir el control sobre els tribus kikuyu durant la rebel·lió del Mau-Mau, que al seu torn va inspirar l'estratègia "Manyatta" de Kenya independent contra els somalis ètnics durant la Guerra Shifta. Tanmateix, el reassentament forçat pot de vegades ser contraproduent, ja que augmenta el ressentiment entre una població que ja està ressentida contra el govern.

## Estratègia econòmica
La vilagització també es pot utilitzar com a part d'un programa de col·lectivització de l'agricultura i altres activitats econòmiques, com a Tanzània, segons la política d'Ujamaa establerta a la Declaració d'Arusha, i a Etiòpia, especialment sota l'administració de Mengistu.